# Replicas Vasko
Replicas Vasko war ein spanischer Hersteller von Automobilen.

## Unternehmensgeschichte
Das Unternehmen aus Santa Úrsula auf Teneriffa begann 1996 unter der Leitung von zwei Deutschen mit der Produktion von Automobilen. 1998 endete die Produktion.

## Fahrzeuge
Das Unternehmen stellte Fahrzeuge auf dem Fahrgestell des VW Käfers her. Dazu wurden sowohl gebrauchte als auch neue Fahrgestelle aus mexikanischer Produktion verwendet. Im Angebot standen Buggys, Trikes sowie das Modell Serpiente, ein Nachbau des AC Cobra mit einem Vierzylindermotor von VW Golf. Die Karosserien bestanden bei allen Fahrzeugen aus Glasfaserverstärktem Kunststoff.